# Laemophloeidae

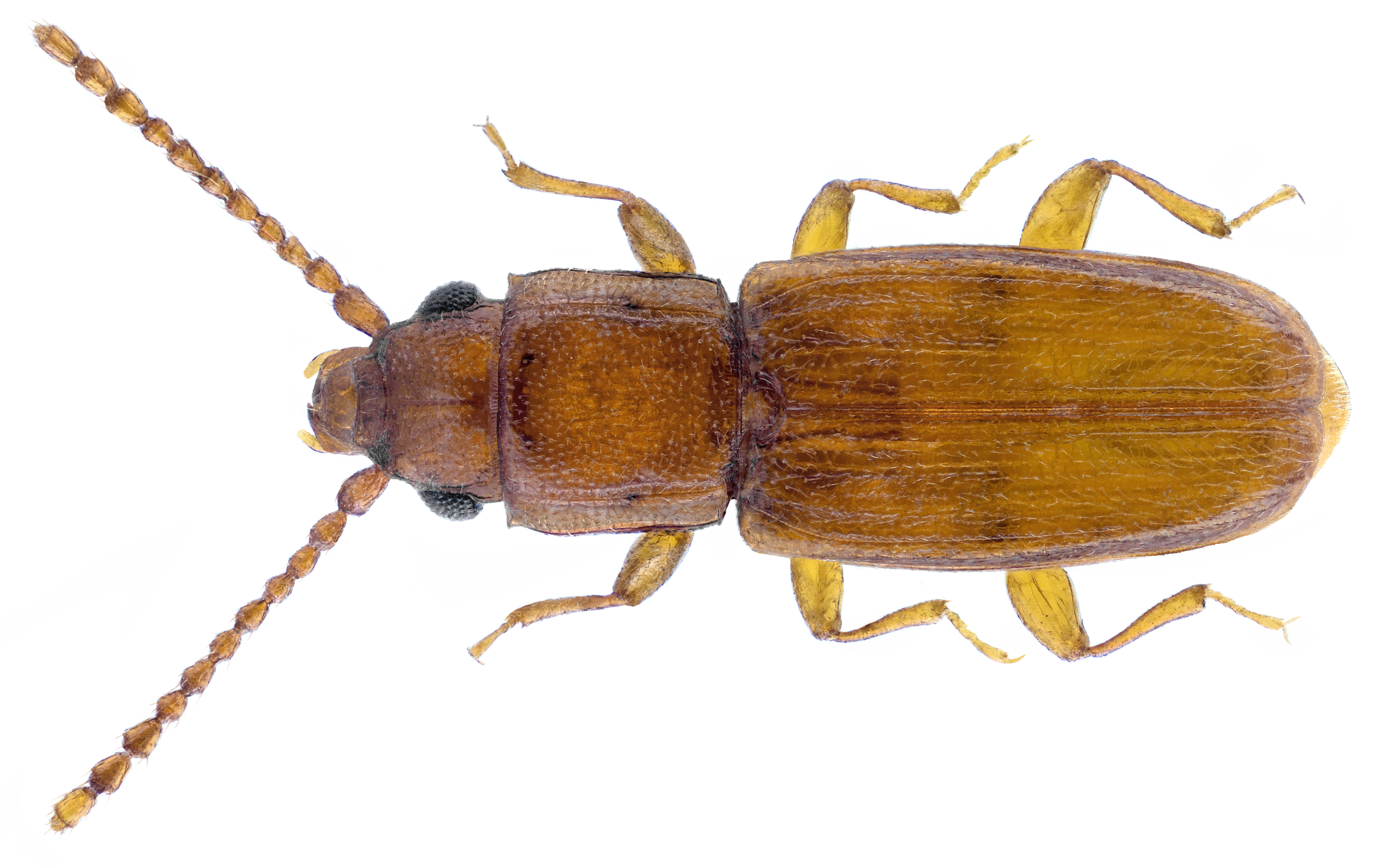
Placonotus testaceus

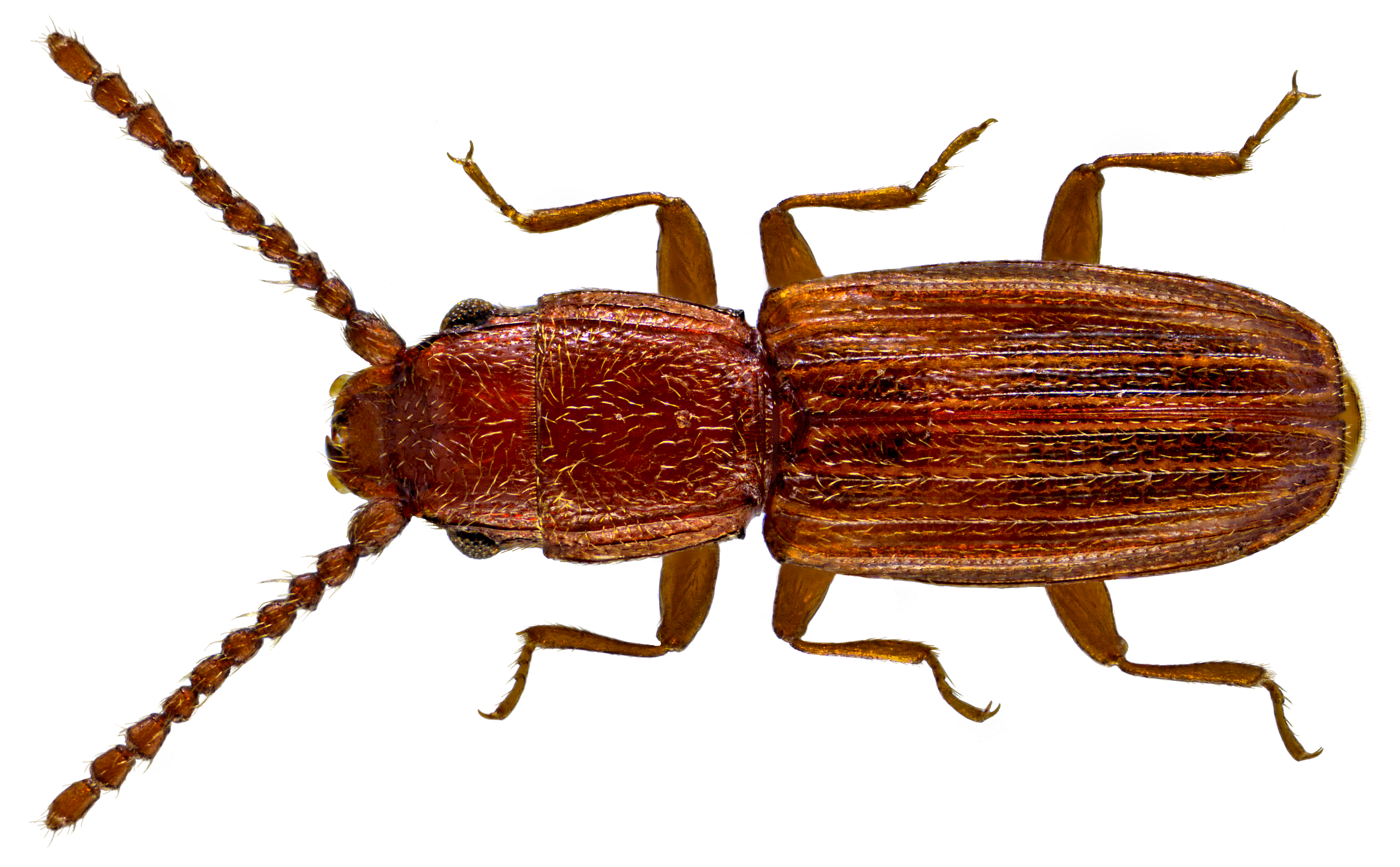
Cryptolestes duplicatus

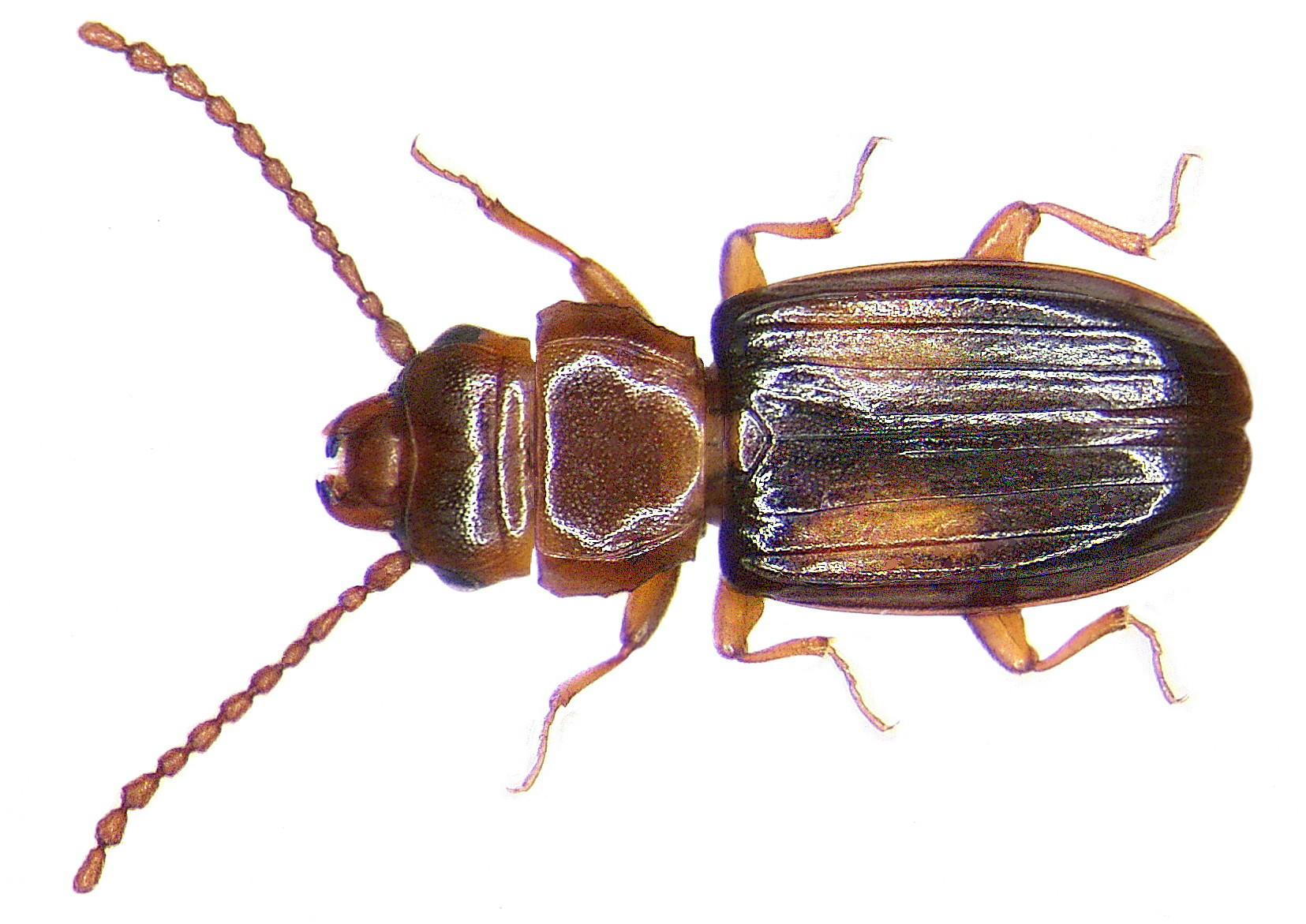
Laemophloeus monilis

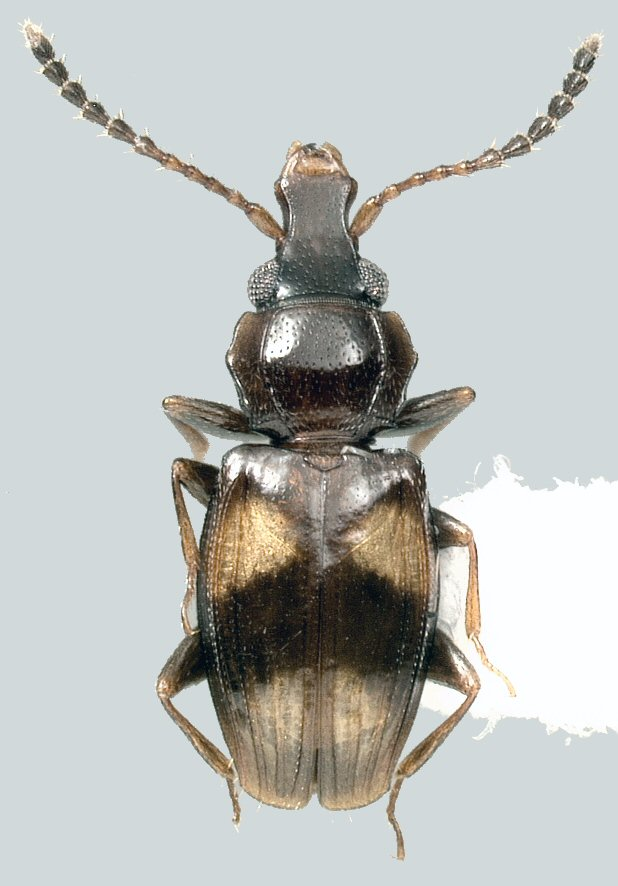
Metaxyphloeus germaini

Laemophloeidae – rodzina chrząszczy z podrzędu wielożernych i nadrodziny zgniotków. Kosmopolityczna. Obejmuje ponad 400 opisanych gatunków. Większość żyje pod korą drzew lub w korytarzach kornikowatych. Zwykle są grzybożerne, rzadziej drapieżne.

## Morfologia

### Owad dorosły
Chrząszcze te mają ciało w zarysie od okrągławego przez jajowate po silnie wydłużone, najczęściej silnie spłaszczone grzbietobrzusznie, ale czasem prawie walcowate, długości od 1 do 5,2 mm, ale rzadko powyżej 3 mm. Ubarwienie najczęściej jest brązowe do czarnego, niekiedy z plamami.
Głowa jest najszersza na wysokości oczu, zwykle szersza niż dłuższa, ale czasem ryjkowato wyciągnięta, za oczami bez gwałtownego przewężenia, najczęściej z dyskiem wygraniczonym listewkami lub rowkami bocznymi (ang. sublateral lines), bez listewek podpoliczkowych. Oczy są płaskie do półkulistych, zbudowane z dużych fasetek, pomiędzy którymi obecne są szczecinki. Czułki, najczęściej nitkowate, buduje 11, a rzadko 10 członów, z których trzy, rzadziej cztery, pięć lub sześć formuje w różnym stopniu wyodrębnioną buławkę. Z wyjątkiem rodzaju Carniophloeus rowki podczułkowe są co najwyżej słabo wykształcone. Nadustek ma zwykle od trzech do pięciu wykrojeń na przedniej krawędzi i może być wygraniczony szwem epistomalnym lub nie. Żuwaczki są duże, o dwóch, rzadko trzech zębach wierzchołkowych. Szczęki mają gęsto oszczecinione żuwki zewnętrzne oraz wąskie, haczykowate i na końcu rozdwojone żuwki wewnętrzne. Głaszczki szczękowe budują trzy człony, z których ostatni jest najdłuższy. Wargę dolną cechuje pięciokątny, co najwyżej lekko na szczycie wykrojony języczek, poprzeczna bródka i dwu- lub trójczłonowe głaszczki. Szwy gularne mogą występować lub nie. Nie występują skleryty szyjne.
Przedplecze bywa od dwukrotnie szerszego niż dłuższego do 1,2 raza dłuższego niż szerszego. Budowa bywa rozmaita, zwykle z dyskiem oddzielonym listewkami lub podłużnymi wgłębieniami po bokach. Pokrywy są od 1,2 do 2,3 raza dłuższe niż razem szerokie, od dwóch do ponad trzech razy dłuższe niż przedplecze, pozbawione rządków przytarczkowych, o różnie zaznaczonych barkach. Punktowanie, jeśli występuje, może być bezładne lub rozmieszczone w rzędach. Występować mogą podłużne żeberka lub wyniesione komórki. Epipleury zwykle sięgają aż po szczyty pokryw. Tylna para skrzydeł jest wąska, dość długa, pozbawiona żyłki r3, komórki klinowatej, a zwykle też płata analnego. Brak szwów notosternalnych. Przedpiersie ma długą część przedbiodrową i pozbawiony żeberek wyrostek międzybiodrowy lekko nachodzący na śródpiersie, które to nie tworzy podtrzymującej go wypustki. Zapiersie leży na tym samym poziomie co śródpiersie i nie ma linii zabiodrowych. Na mezepisternitach nie występują głębokie kieszenie. Widełki sternialne zatułowia mają krótki i szeroki trzon oraz długie ramiona. Biodra pary przedniej są nieco ukośnie poprzeczne,  środkowej są kulistawe, a tylnej poprzeczne. Krętarzyki nie są od zewnątrz widoczne, często w ogóle nie występują. Uda są przysadziste. Golenie nie są silnie ku szczytowi rozszerzone; ostrogi zwykle są dwie. Stopy przedniej i środkowej pary są pięcioczłonowe, tylnej pięcioczłonowe u samic i cztero-, a rzadko pięcioczłonowe u samców. Pazurki pozbawione są modyfikacji.
Na spodzie odwłoka widocznych jest pięć pooddzielanych kompletnymi szwami sternitów, z których pierwszy wypuszcza wyrostek międzybiodrowy i z nielicznymi wyjątkami nie ma linii zabiodrowych. Funkcjonalne przetchlinki leżą na segmentach od pierwszego do siódmego, ale nie na ósmym. Samiec ma symetryczny edeagus, zwykle z co najmniej jednym sklerytem w endofallusie, niekiedy z flagellum. Samica ma dobrze wykształcone spiculum ventrale i dwupłatowe gonokoksyty; gonostyliki mogą występować lub nie.

### Larwa
Ciało larwy jest wydłużone, grzbietobrzusznie spłaszczone, głównie jasne, najczęściej białawe.
Prognatyczna głowa z wyraźnie wykrojoną tylną krawędzią puszki głowowej jest wycofana w przedtułów. Zaopatrzona jest w lirowate lub U-kształtne ramiona szwów czołowych, wolną wargę górną z długimi tormae, trójczłonowe czułki z poprzecznym członem pierwszym i stożkowatym lub głaszczkowatym sensorium oraz pięć par oczek larwalnych. Brak szwu epistomalnego. Symetryczne żuwaczki mają szerokie podstawy, wąskie i trójzębne wierzchołki, niezmodyfikowane krawędzie tnące, ostroząbkowate mole i od dwóch do pięciu przezroczystych wyrostków na powierzchni dośrodkowej. Szczęki mają szersze niż dłuższe pieńki, niewykształcone kotwiczki, niezmodyfikowane male i trójczłonowe głaszczki. Warga dolna ma wyodrębnione przedbródek i zabródek oraz dwuczłonowe, rozstawione szerzej niż szerokość pierwszego członu głaszczki. Gula jest dłuższa niż szersza, a szwy gularne oddzielne.
Przedtułów nie jest dłuższy niż śródtułów i zatułów razem mierzone, pozbawiony jest zesklerotyzowanych płytek na spodzie i wierzchu. Odnóża są dobrze wykształcone, zbudowane z pięciu członów, o pazurkowatych przedstopiach z pojedynczą szczecinką. 
Ponaddwukrotnie dłuższy od tułowia odwłok zwykle cechuje się segmentem ósmym dłuższym i mocniej zesklerotyzowanym niż siódmy. Dziewiąty segment ma silnie zesklerotyzowany tergit z parą sztywnych wyrostków i urogomfami, a sternum błoniaste i podobnie jak sternum segmentu następnego zamknięte w głębokim wykrojeniu tylnej krawędzi sternum ósmego. Nie występują pygopody.

## Biologia i ekologia
Większość gatunków zasiedla środowiska podkorowe, gdzie żeruje na grzybach (mykofagia), zwłaszcza workowcach. Gatunki o ciele prawie walcowatym bytują w chodnikach kornikowatych i być może polują na nie. Potwierdzone drapieżnictwo dotyczy niektórych przedstawicieli rodzaju Cryptolestes żerujących na czerwcach. Kilka gatunków przystosowało się do bytowania w składowanym zbożu i produktach zbożowych.
Larwy niektórych przedstawicieli rodzaju Cryptolestes posiadają podwójne, położone brzusznie, gruczoły przędne za pomocą których przędą kokon w celu przepoczwarczenia.

## Rozprzestrzenienie
Przedstawiciele Laemophloeidae występują na całym świecie (rodzina kosmopolityczna), przy czym największą różnorodność osiągają w strefie międzyzwrotnikowej. W Polsce stwierdzono 18 gatunków z sześciu rodzajów (zobacz: Laemophloeidae Polski).

## Taksonomia i ewolucja
Takson ten wprowadzony został w 1899 roku przez Ludwiga Ganglbauera jako obejmujące dwa rodzaje plemię w obrębie podrodziny Cucujinae. Przez dużą część XX wieku klasyfikowano je jako podrodzinę Laemophloeinae w obrębie zgniotkowatych i traktowano jako „takson worek”. Do rangi osobnej rodziny wyniósł je w 1993 roku Michael C. Thomas, przy czym autor ten już w 1984 roku argumentował na rzecz bliższego pokrewieństwa tej grupy z Propalticidae, pleszakowatymi i Passandridae niż z właściwymi zgniotkowatymi. Rangę osobnej rodziny zachowują w systemach Johna F. Lawrence’a i Alfreda F. Newtona z 1995 roku czy Patrice’a Boucharda z 2011 roku.
Na przełomie wieków omawianą rodzinę uważano za monofiletyczną. W wynikach morfologicznych analiz filogenetycznych Richarda A.B. Leschena, Johna F. Lawrence’a i Adama Ślipińskiego z 2005 roku oraz Johna F. Lawrence’a i innych z 2011 roku, a także w wynikach molekularnej analizy filogenetycznej Tobyego Hunta i innych z 2007 roku zajęła ona pozycję siostrzaną dla Propalticidae. Późniejsze filogenetyczne analizy molekularne, tj. Ladislava Bocáka i innych z 2014 roku, Thomasa Ch. McElratha i innych z 2015 roku oraz Jamesa A. Robertsona i innych z 2015 roku, przyniosły inny rezultat – Propalticidae zagnieździły się wewnątrz drzewa Laemophloeidae, a tak utworzony klad zajął pozycję siostrzaną dla pleszakowatych. W związku z tym dla zachowania monofiletyzmu Laemophloeidae część autorów synonimizuje z nimi Propalticidae.
Do rodziny tej zaliczanych jest ponad 400 opisanych gatunków, zgrupowanych w 40 rodzajach:

- Acompsophloeus Thomas, 2010
- Blubos Lefkovitch, 1962
- Brontolaemus Sharp, 1885
- Carinophloeus Lefkovitch, 1961
- Caulonomus Wollaston, 1862
- Charaphloeus Casey, 1916
- Cryptolestes Ganglbauer, 1899
- Cucujinus Arrow, 1920
- Deinophloeus Sharp, 1899
- Dysmerus Casey, 1884
- Gannes Lefkovitch, 1962
- Heterojinus Sengupta et Mukhopadhyay, 1978
- Laemophloeus Laporte de Castelnau, 1840
- Lathropus Erichson, 1845
- Lepidophloeus Thomas, 1984
- Leptophloeus Casey, 1916
- Magnoleptus Lefkovitch, 1962
- Mariolaemus Lefkovitch, 1962
- Mestolaemus Lefkovitch, 1962
- Metaxyphloeus Thomas, 1984
- Microbrontes Reitter, 1874
- Microlaemus Lefkovich, 1962
- Narthecius LeConte, 1861
- Nipponophloeus Sasaji, 1983
- Notolaemus Lefkovitch, 1959
- Odontophloeus Thomas, 1984
- Parandrita LeConte et Horn, 1880
- Passandrophloeus Kessel, 1921
- Phloeipsius Casey, 1916
- Phloeolaemus Casey, 1916
- Placonotus MacLeay, 1871
- Planolestes Lefkovitch, 1958
- Pseudophloeus Yablokov-Khnzoryan, 1977
- Rhabdophloeus Sharp, 1899
- Rhinolaemus Steel, 1954
- Rhinomalus Gemminger in Harold, 1870
- Rhinophloeus Sharp, 1899
- Sinuatophloeus Kessel, 1921
- Xylolestes Lefkovitch, 1962
- Xylophloeus Lefkovitch, 1962

## Znaczenie dla człowieka
Niektóre gatunki żerujące w zbożu i produktach zbożowych są ważnymi szkodnikami.